# Lioux (rivière)
Le Lioux est une rivière de Vaucluse en région PACA, et un affluent de l'Imergue, donc un sous-affluent du Rhône, par le Coulon et la Durance.

## Géographie
De 5,7 km de longueur, et prenant sa source sur la commune de Lioux, ce cours d'eau rejoint l'Imergue à Roussillon.

### Affluents
Le Lioux n'a pas d'affluent connu.

### Villes traversées
- Lioux,
- Roussillon,
- Saint-Saturnin-lès-Apt.